# Legio XVI Gallica
La Legio XVI Gallica (Decimosexta legión «de la Galia») fue una legión romana, reclutada por César Augusto en el 41/40 a. C. y fue disuelta durante la revuelta bátava en el año 70. El símbolo de esta legión probablemente era el león. 

## Historia
Augusto reclutó la legión para su lucha contra Sexto Pompeyo. Los hallazgos indican presencia en el norte de África. Hacia el 27 a. C. la XVI Gallica ya etaba en la entonces denominada "Gallia Comata", el territorio entre los Alpes y en Rhin.
Hay pruebas de la presencia de la XVI Gallica en Recia en el año 15 a. C. en el campamento legionario de Augusta Vindelicorum (actual Augsburgo). En el año 13 a. C. la legión se traslada al recién construido campamento de Moguntiacum (actual Maguncia) donde quedó acuartelada junto con la XIV Gemina.
Participó en la campaña de Druso el Mayor más allá del Rhin entre los años 12 a. C. y 10 a. C. y en la campaña de Tiberio contra Marbod, el rey de los marcomanos, en el año 6. Después del desastre de Varo se trasladó a Colonia Agrippina.

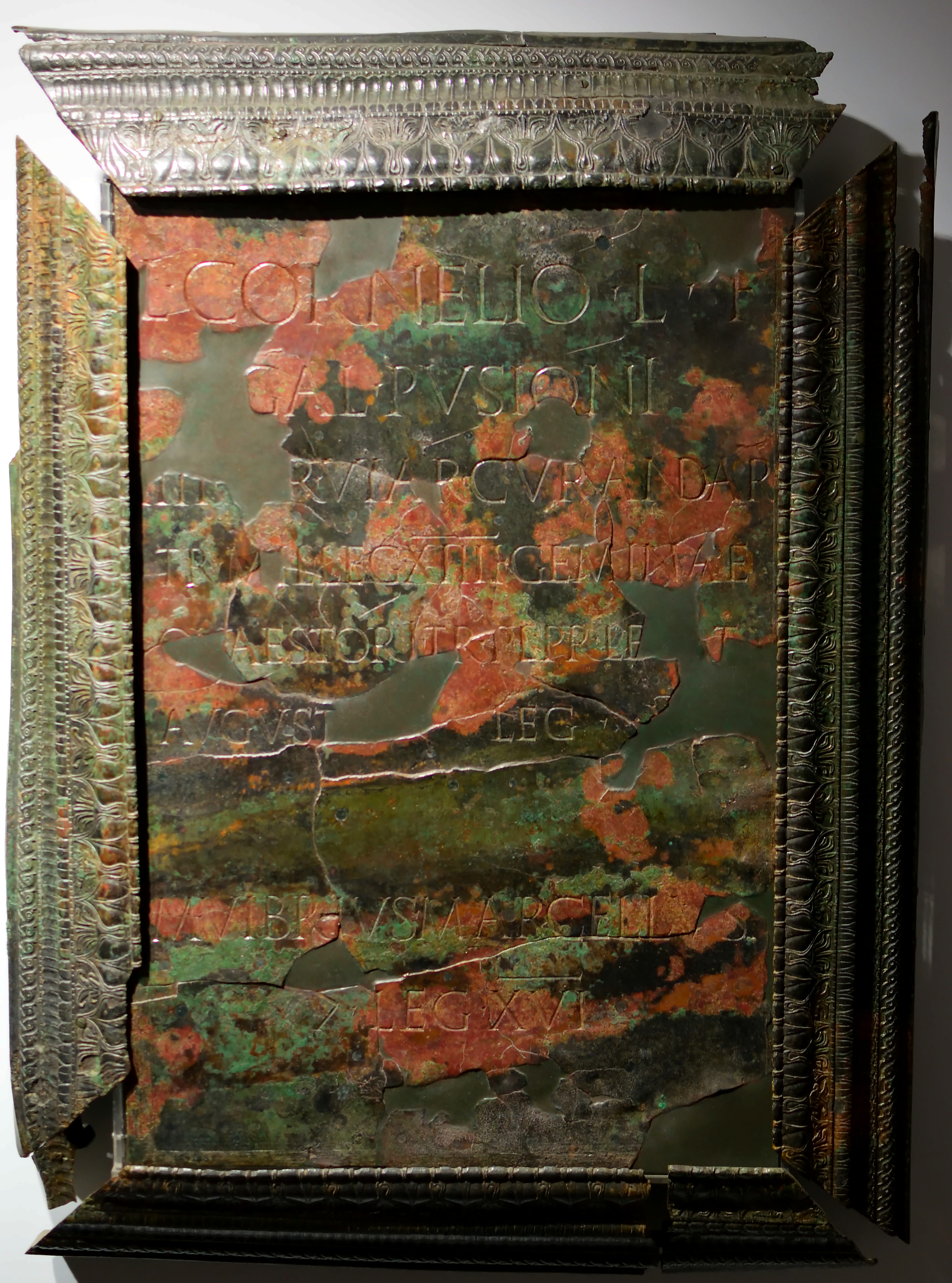
Pedestal de una estatua de bronce del senador Lucio Cornelio Pusión, quien fue Legado de la XVI Gallica, dedicada por el centurión de la unidad Marco Vibrio Marcelo.

En el año 43 fue trasladada a Novaessium (actual Neuss) en sustitución de la XX Valeria Victrix que había partido para la invasión de Britania.
En este periodo, envió una vexillatio a las cercanas canteras de piedra caliza de Bhröl, para obtener material de construcción para las obras de fábrica del limes Gemanicus.Así mismo, entre los años 52 y 54, bajo Caludio, fue dirigida por el legado Lucio Cornelio Pusión.
Durante la rebelión bátava del año 70, la Legio XVI Gallica, junto con la Legio I Germanica, acudió a ayudar a las legiones sitiadas en Castra Vetera (Xanten) a las órdenes de Dilio Vócula. Sin embargo, las cosas no salieron según el plan previsto y las legiones que iban al rescate fueron finalmente sitiadas y hechas prisioneras, y muchos de sus hombres juraron lealtad al nuevo Imperio Gálico del batavio Cayo Julio Civil.
Cuando Quinto Petilio Cerial, enviado a la zona por Vespasiano, llegó a Germania, aceptó la vuelta a las banderas romanas de estos soldados, impidiendo a sus propios soldados que los vejasen por haber cometido un delito de alta traición, para poder utilizar sus servicios en la campaña que condujo a la derrota de Civilis. Sin embargo, terminadas las operaciones, Vespasiano decidió que el nombre de estas legiones debía desaparecer, para lo cual procedió a licenciar ignominiosamente aparte de sus soldados y al resto los humilló incorporándolos a legiones nuevas. 
Por ello, la XVI Gallica, fue disuelta y reconstruida con el nombre de Legio XVI Flavia Firma.